# Eucondylops konowi
Eucondylops konowi là một loài Hymenoptera trong họ Apidae. Loài này được Brauns mô tả khoa học năm 1902.